# Ravana

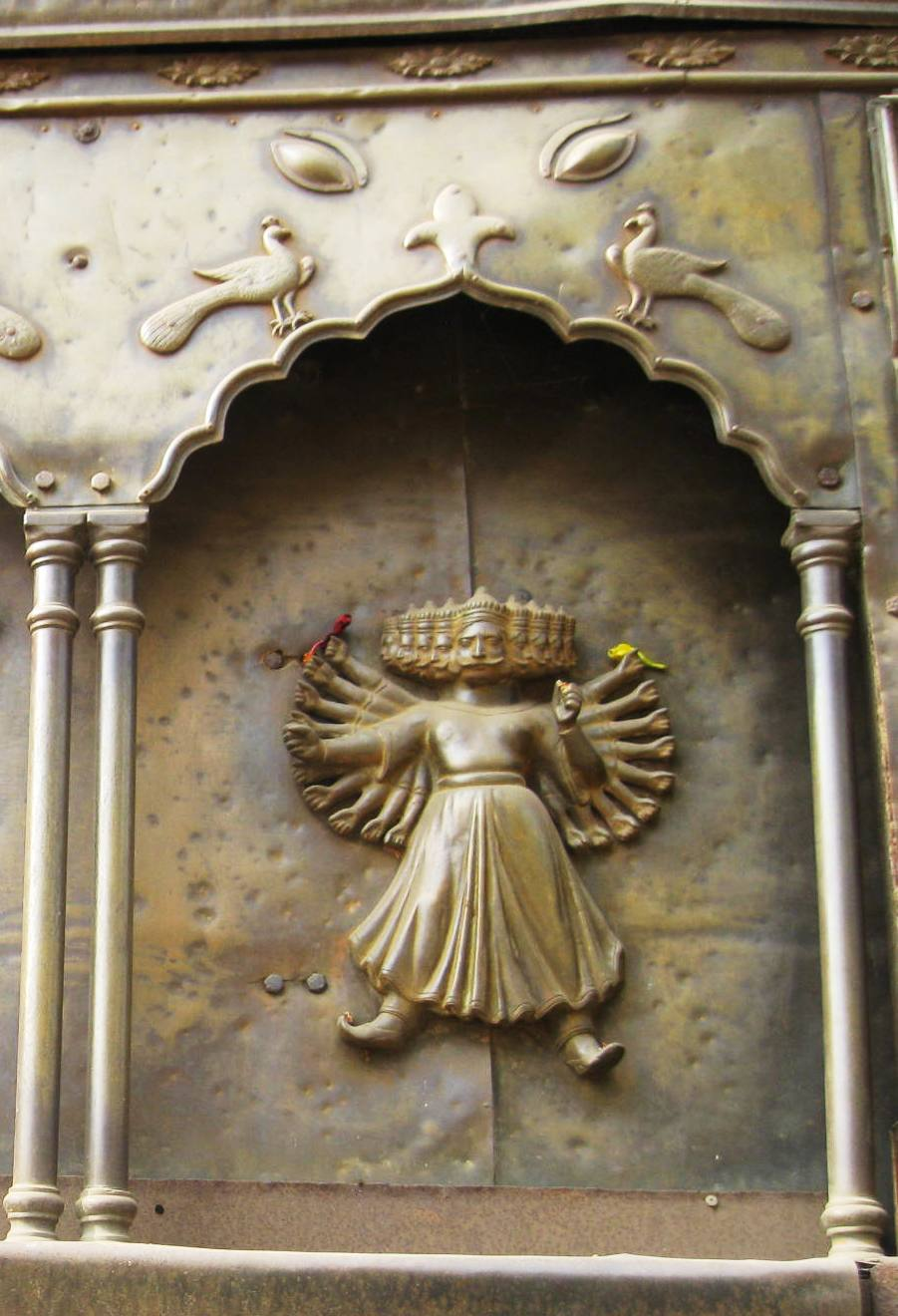
Ravana på en mässingsvagn, Searsole Rajbari, västra Bengal, Indien.

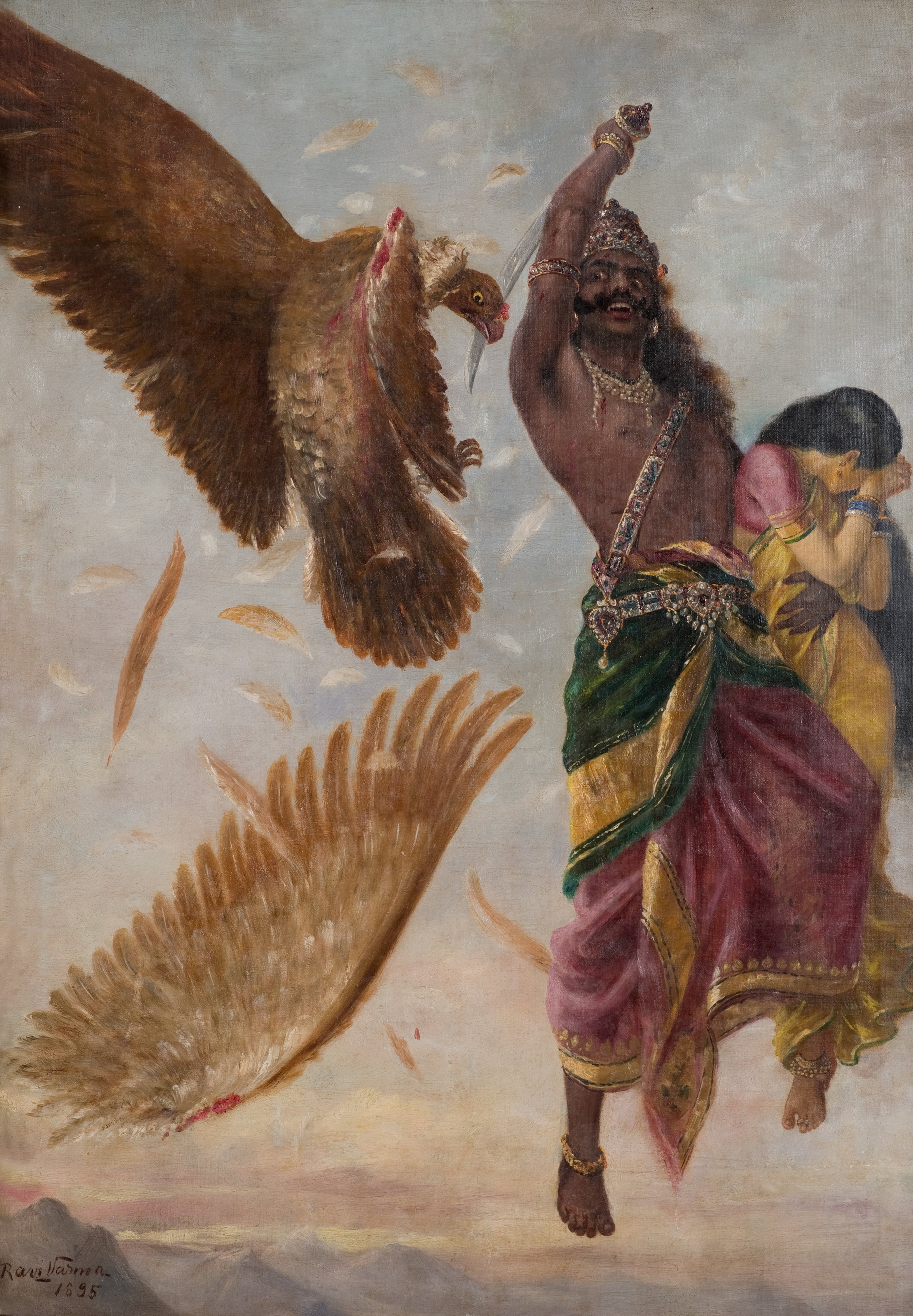
Ravi Varma-Ravana Sita Jathayu

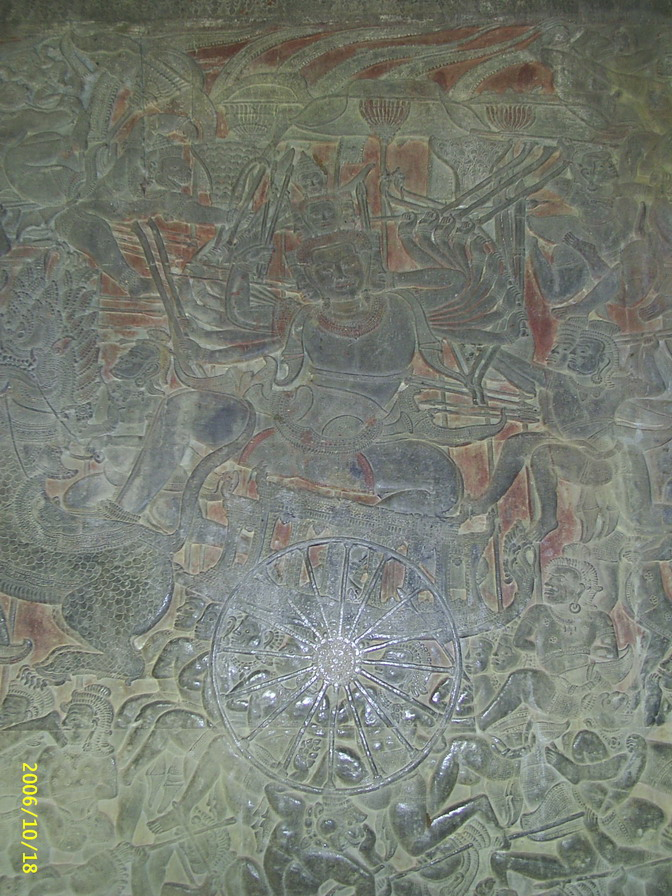
Angkor Wat Ravana

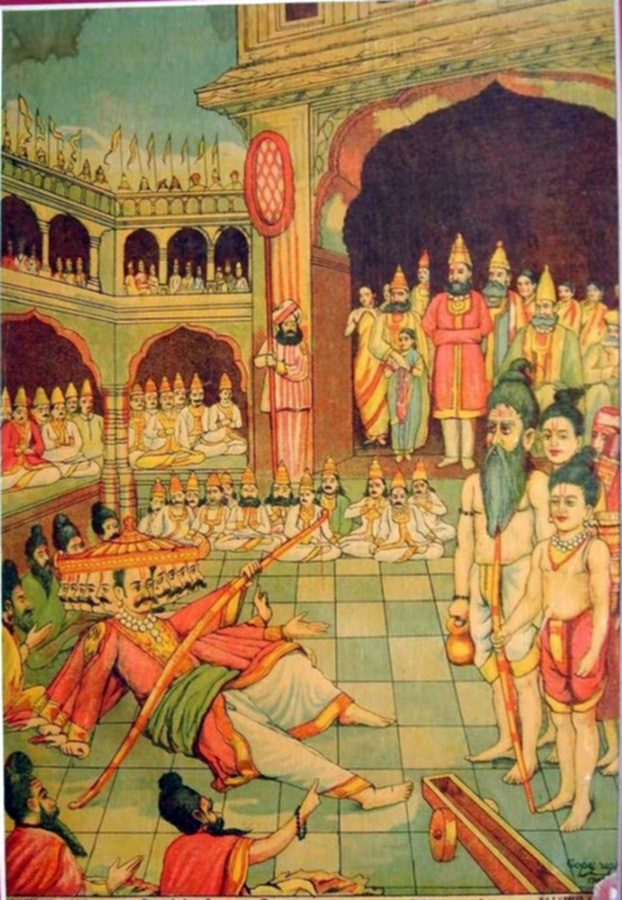
Ravana fails to string the bow, in preparation for the archery contest among the suitors for Sita

Ravana var i indisk mytologi en demonhärskare på Sri Lanka.
Ravana hade tio huvuden och troddes vara oövervinnlig. Guden Vishnu lyckades förgöra honom i sin inkarnation som människa (Rama).